# O, jé (album)
O, jé je dvanáctým studiovým albem české rockové skupiny Olympic. 

## Seznam skladeb
Hudbu složil Petr Janda. Texty napsali: Aleš Brichta; (8) Miroslav Černý; (3, 4, 6, 9) Pavel Vrba (2, 7, 10).
| Pořadí | Název                          | Délka |
| ------ | ------------------------------ | ----- |
| 1.     | O, jé                          | 2:56  |
| 2.     | Proč to děláš                  | 4:08  |
| 3.     | I vesmír svý zákony dřív změní | 4:10  |
| 4.     | Prapodivnej stín               | 2:55  |
| 5.     | Stejskání (instrumentální)     | 5:28  |
| 6.     | Smečka psů                     | 4:22  |
| 7.     | Ať                             | 4:09  |
| 8.     | To nebylo fér                  | 3:53  |
| 9.     | Už je to tady                  | 3:08  |
| 10.    | Hasičskej bál                  | 4:00  |

## Obsazení
- Petr Janda – kytara , zpěv
- Milan Broum – basová kytara, zpěv
- Jiří Valenta – klávesy, zpěv
- Milan Peroutka – bicí